# Икеда (Гифу)
Икеда (яп. 池田町 Икэда-тё:) — посёлок в Японии, находящийся в уезде Иби префектуры Гифу. Площадь посёлка составляет 38,79 км², население — 24 698 человек (1 июля 2014), плотность населения — 636,71 чел./км².

## Географическое положение
Посёлок расположен на острове Хонсю в префектуре Гифу региона Тюбу. С ним граничат город Огаки и посёлки Ибигава, Оно, Годо, Таруи.

## Население
Население посёлка составляет 24 698 человек (1 июля 2014), а плотность — 636,71 чел./км². Изменение численности населения с 1980 по 2005 годы:
| 1980 | 20 672 чел. |  |
| 1985 | 21 456 чел. |  |
| 1990 | 21 987 чел. |  |
| 1995 | 23 153 чел. |  |
| 2000 | 23 820 чел. |  |
| 2005 | 24 559 чел. |  |

## Символика
Деревом посёлка считается чай, цветком — Prunus jamasakura.